# Art au Brésil

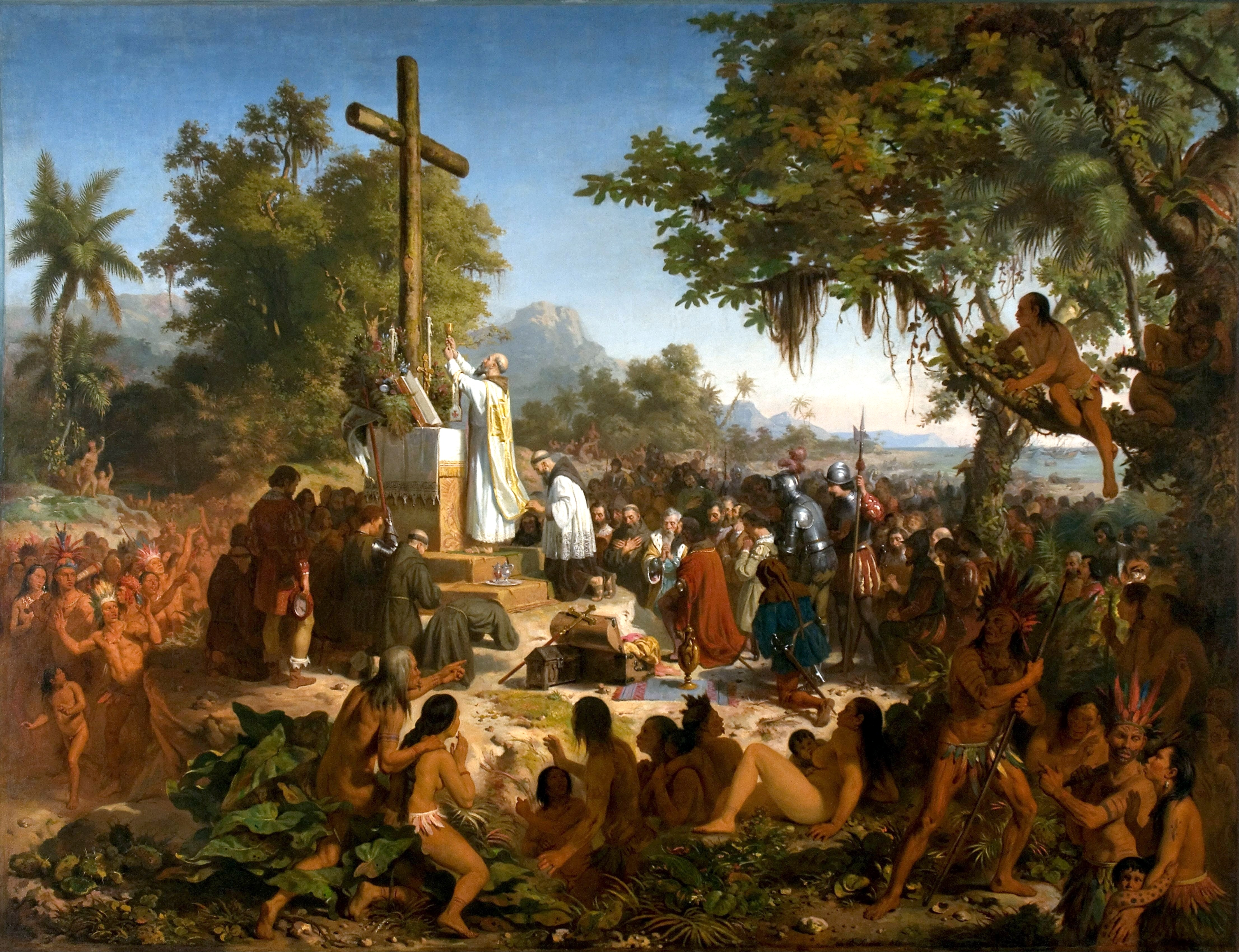
Victor Meirelles, Primeira Missa no Brasil (1861, Musée national des beaux-arts du Brésil).

 (mars 2025).
Si vous disposez d'ouvrages ou d'articles de référence ou si vous connaissez des sites web de qualité traitant du thème abordé ici, merci de compléter l'article en donnant les références utiles à sa vérifiabilité et en les liant à la section « Notes et références ».
L'art au Brésil concerne toutes les formes d'expression artistique produites au Brésil, depuis l'époque pré-coloniale jusqu'à nos jours. Dans cette large définition sont incluses les premières productions artistiques de la préhistoire brésilienne et les diverses formes de manifestations culturelles indigènes, ainsi que l'art de la période coloniale (pt), d'inspiration baroque et les témoignages picturaux des voyageurs étrangers en terres brésiliennes. Avec l'arrivée de la Mission artistique française au XIXe siècle, des tentatives furent faites pour la première fois pour créer une école nationale d'art, consolidée par la création de l'Académie impériale des Beaux-Arts à Rio de Janeiro. Plus tard, sous l'influence de l'expressionnisme européen, du cubisme et du surréalisme, ainsi que d'une appréciation du primitivisme, le Brésil verra le développement du modernisme, qui sera progressivement incorporé au goût de la société et de l'art officiel, jusqu'à ce que l'assimilation des nouvelles tendances apparues dans l'après-guerre contribue à l'épanouissement de l'art contemporain brésilien.

## Art préhistorique au Brésil
Les plus anciennes manifestations de peintures rupestres au Brésil se trouvent dans la Serra da Capivara, dans le Piauí et datent d'environ 13 000 av. J.-C. Dans la grotte de Pedra Pintada, des peintures vieilles d'environ 11 000 ans ont été trouvées et, dans le Minas Gerais, on peut souligner les traces d'art rupestre situées dans plusieurs grottes de la vallée de Peruaçu, qui se distinguent par leurs rares dessins de motifs géométriques, exécutés il y a entre 2 000 et 10 000 ans. Il convient également de mentionner les peintures d'animaux découvertes dans des grottes calcaires de la vallée du Rio das Velhas (pt), à Lagoa Santa (Minas Gerais).
Dans la documentation archéologique brésilienne ressort que l'utilisation de matériaux tels que l'os, la corne, la pierre et l'argile prédomine pour la production d'objets utilitaires (récipients, aiguilles, spatules, pointes de projectiles), d'ornements (pendentifs et perles de collier) et d'objets cérémoniels, témoignant d'une préoccupation esthétique observable, surtout, dans l'extraordinaire variation des formes géométriques et dans le traitement des surfaces et des retouches.

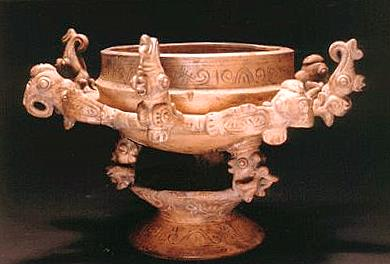
Vases en céramique de la civilisation Tapajós à Santarém (Musée Emilio Goeldi du Pará, Belém).

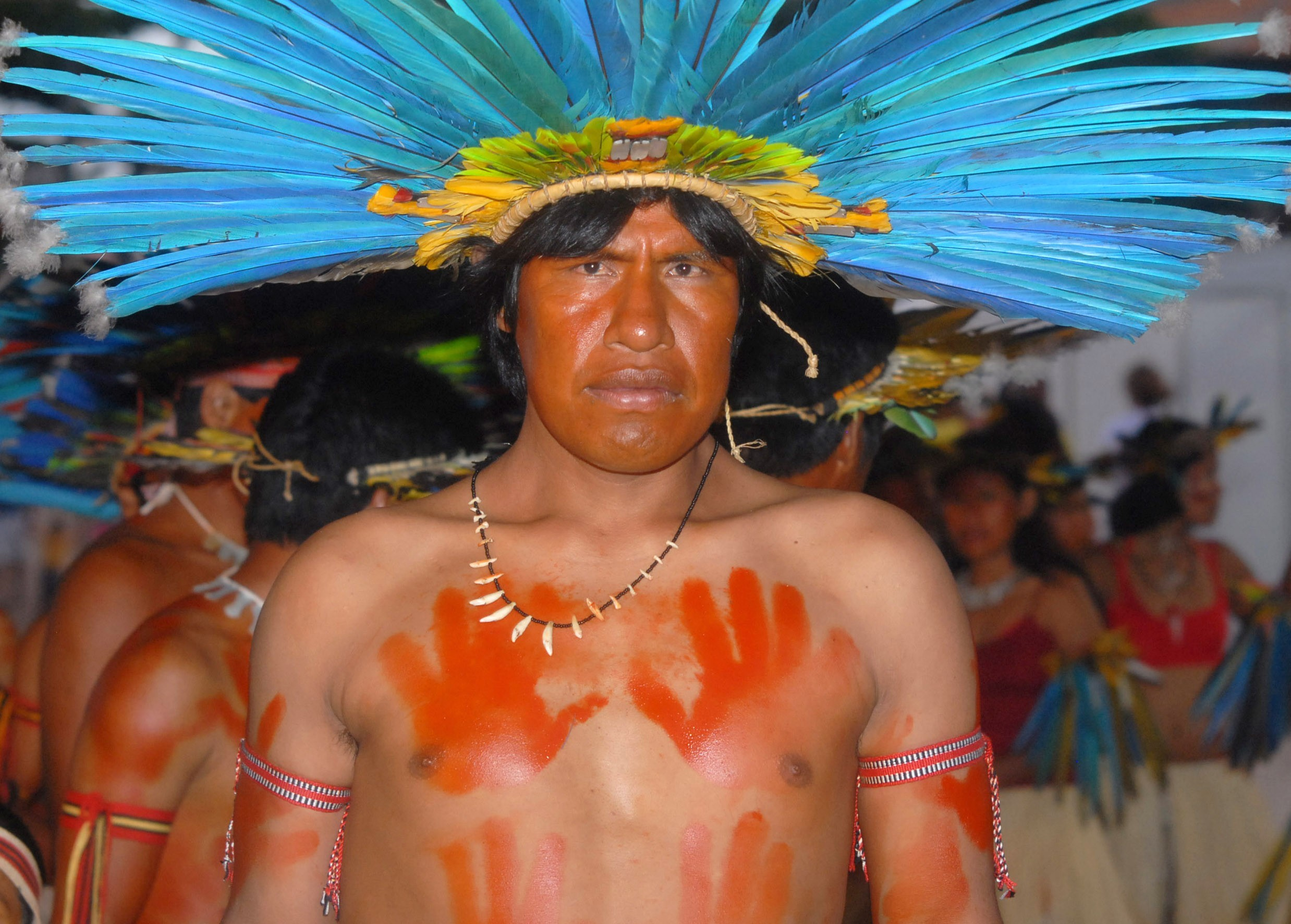
Indien Bororo avec coiffe et peinture corporelle.

## Art indigène au Brésil
De la période entre 5 000 av. J.-C. à 1 100, on trouve des traces de cultures amazoniennes avec un haut degré de sophistication dans la fabrication et la décoration d'objets en céramique, comme celles de l'île de Marajó et du bassin du fleuve Tapajós, où l'on enregistre la présence de vases anthropomorphes et zoomorphes complexes, avec des supports et des applications ornementales. Toujours dans le contexte amazonien, les statuettes en terre cuite, notamment avec des représentations féminines et animales, et les objets en pierre, comme les pendentifs représentant des amphibiens (les muiraquitãs (pt)), sont remarquables.
Tout aussi importantes sont les céramiques trouvées sur la côte du Maranhão (tradition Mina, vers 3200 av. J.-C.) et sur la côte de Bahia (tradition Periperi, vers 880 av. J.-C.), avec une diffusion large et diversifiée, atteignant certaines zones du sud déjà au milieu de l'ère chrétienne. Plus simples dans leur composition que les céramiques amazoniennes, ces pièces se distinguent par la diversité des techniques décoratives, qui vont de la peinture, l'incision et l'excision au brossage, à l'ondulation, etc..
En termes généraux, l'art plumaire et la peinture corporelle indigènes atteignent une grande complexité en termes de couleur et de design, en utilisant des plumes et des pigments végétaux comme matières premières. Enfin, il convient de souligner la production d'ornements de poitrine, de lèvres et d'oreilles, présents dans plusieurs cultures différentes réparties sur tout le territoire brésilien.

### Architecture
L'architecture brésilienne, développée au cours des siècles depuis le début de sa colonisation, a été directement influencée par les divers peuples qui composent le peuple brésilien et par les divers styles architecturaux provenant de l'étranger. Cependant, l'architecture bandeirista (pt) et le baroque du Minas Gerais sont considérés par de nombreux chercheurs comme des expressions de styles européens qui ont trouvé leur propre manifestation et leur propre langage au Brésil, se démarquant de leurs homologues métropolitains. La première fait référence à la production réalisée essentiellement dans ce qui serait aujourd'hui l'État de São Paulo par les familles des bandeirantes, inspirées par une esthétique proche, bien que très altérée, du maniérisme. Le second correspond au baroque (même si beaucoup le considèrent plus proche du rococo) représenté notamment par les églises construites par Aleijadinho.
À la fin du XVIIIe siècle, avec l'introduction progressive du néo-classicisme au Brésil et surtout avec la présence de l'architecte français Grandjean de Montigny au début du XIXe siècle, ce nouveau style porte ses fruits et conduit plus tard à l'émergence d'une école éclectique (pt) vers la fin du siècle, qui produit certains des édifices publics les plus importants du pays et exerce une large influence sur toutes les couches sociales. Peu de temps après, le modernisme définit des changements drastiques dans le paysage urbain, dans un processus couronné par la construction de Brasilia.
Au XXIe siècle, l’architecture brésilienne poursuit une trajectoire issue du modernisme qui a été respectée au niveau international et qui a cherché à définir ce que sera l’architecture nationale dans un monde globalisé.

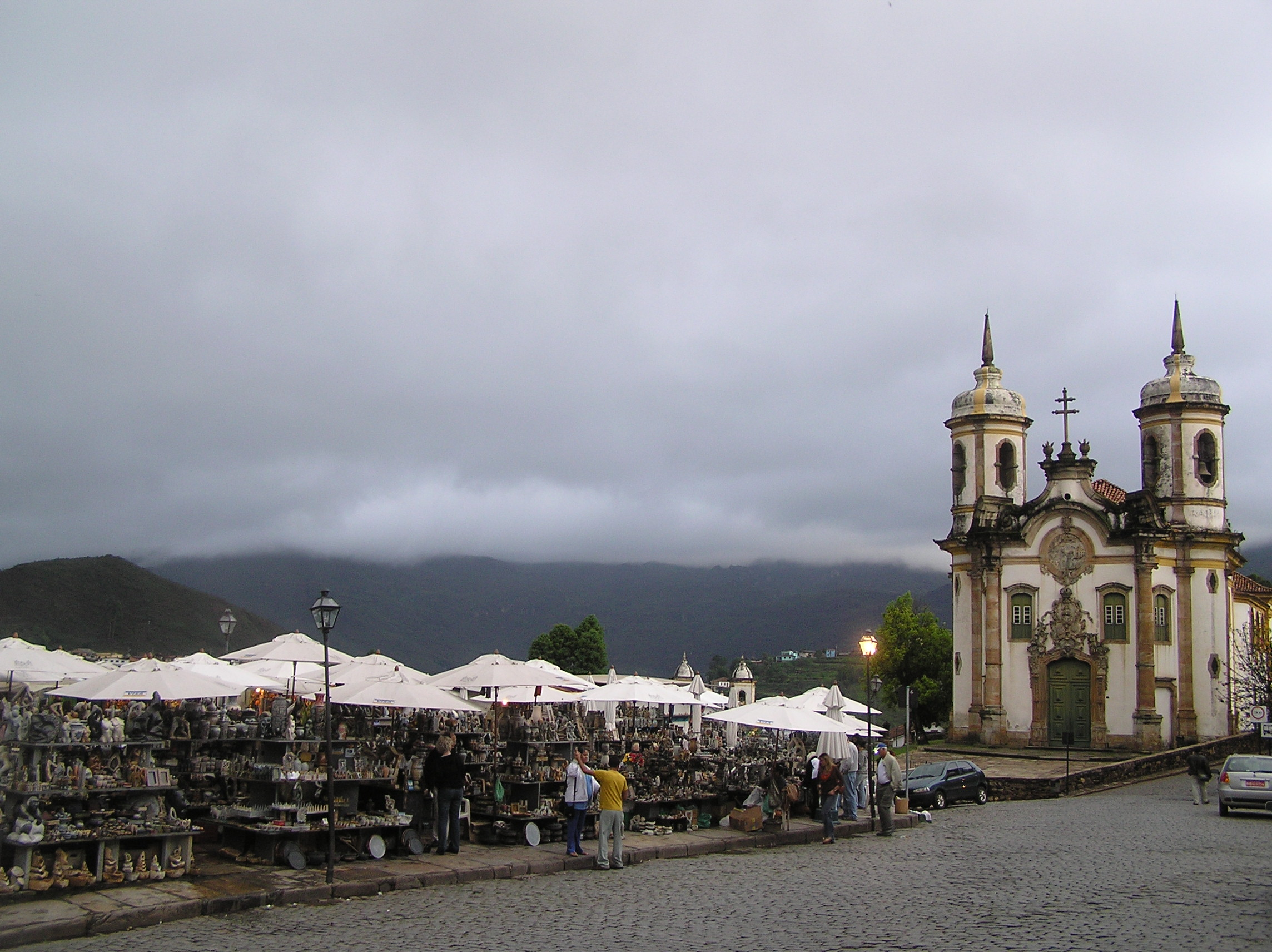
Architecture minière, avec l'église Saint-François d'Assise d'Ouro Preto.
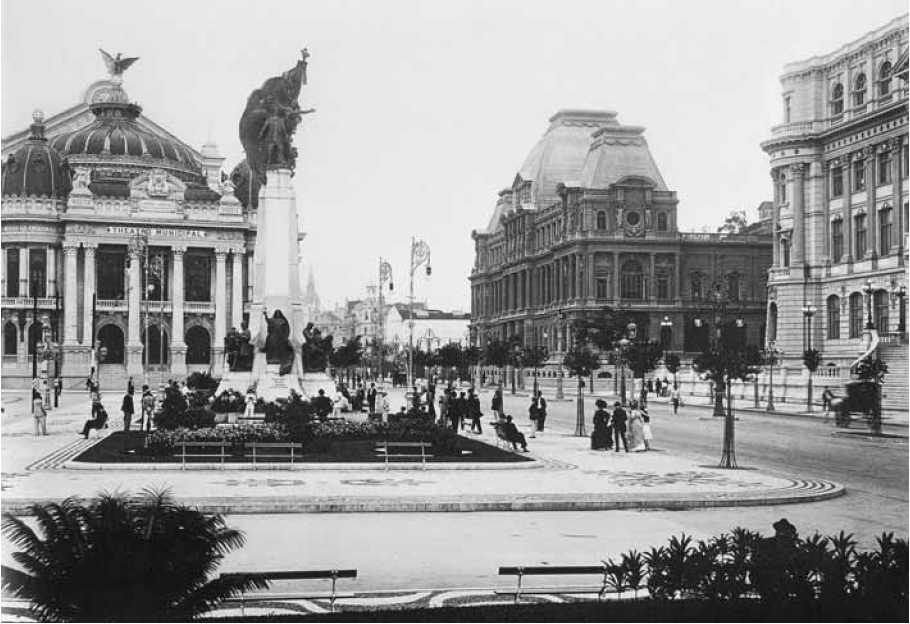
Architecture éclectique à Rio de Janeiro avec le Théâtre Municipal de Rio de Janeiro, le Musée National des Beaux-Arts (MNBA) et la Bibliothèque nationale.
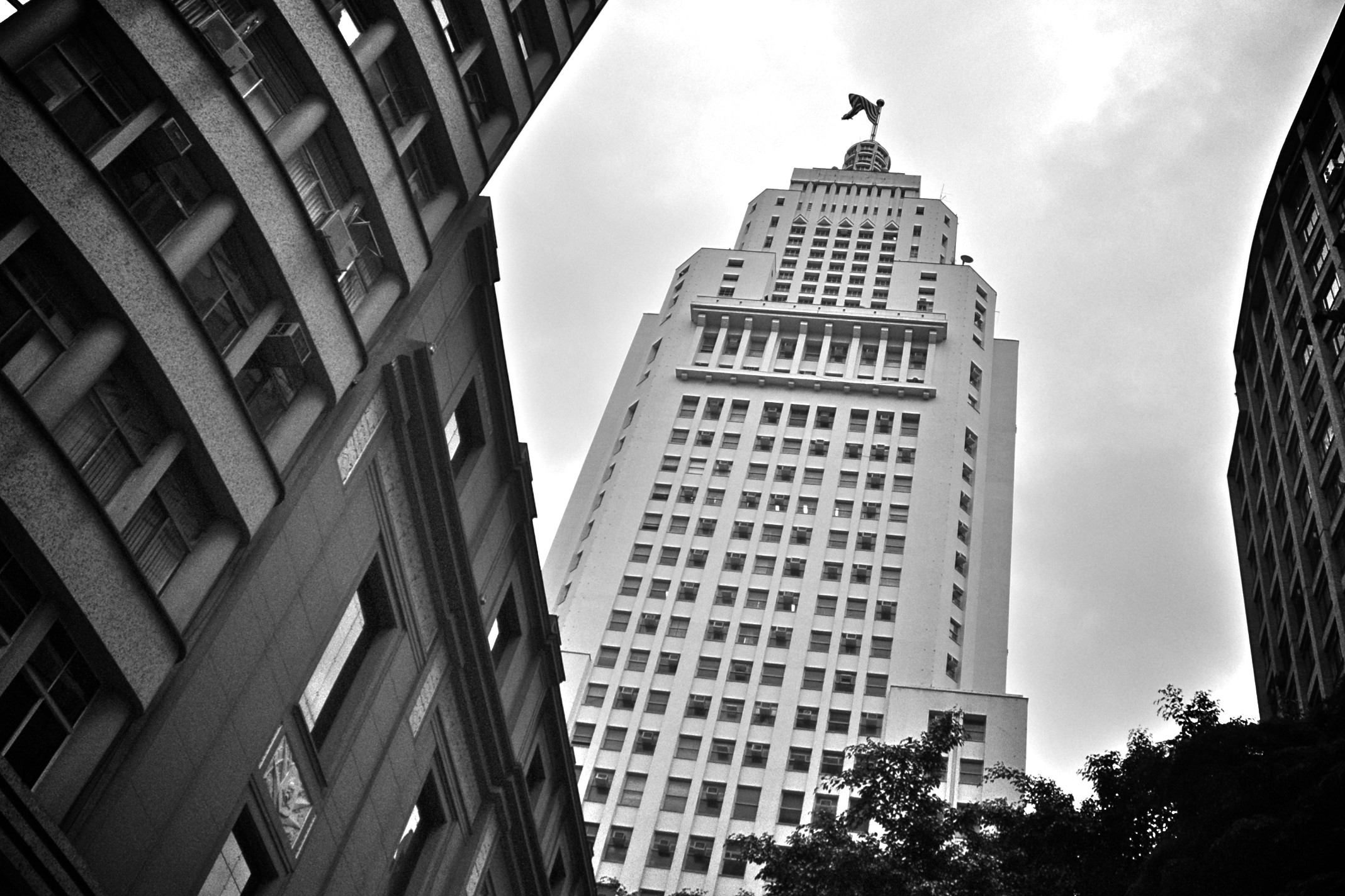
Bâtiment Altino Arantes, une étape importante dans la verticalisation de l'architecture brésilienne.
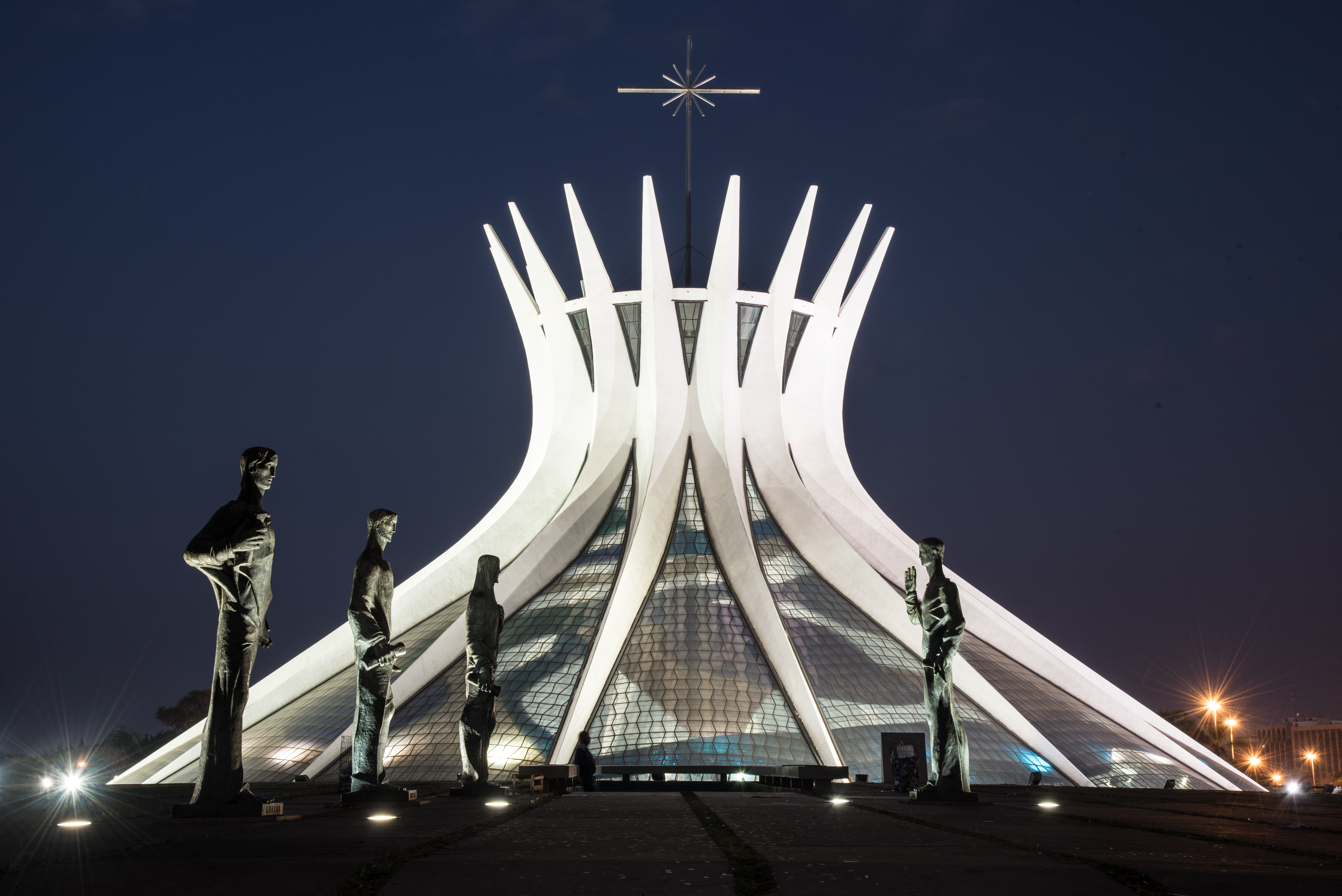
Architecture moderniste, avec la cathédrale de Brasilia.

### Arts de la scène
Les arts du spectacle sont apparus au Brésil au milieu du XVIe siècle comme instrument de catéchèse pour les jésuites venus de Coimbra comme missionnaires. Il s’agissait donc d’un théâtre avec une fonction religieuse et des objectifs clairs : évangéliser les indigènes et pacifier les conflits qui existaient entre eux et les colons portugais et espagnols.
Au XIXe siècle, les arts du spectacle atteignent leur apogée, devenant des symboles de la vie culturelle de l'empire du Brésil. L'opéra est une forme de loisir au XIXe siècle, très joué lors des saraus (pt) (événement culturel ou musical généralement organisé dans une maison privée où les gens se réunissent pour s'exprimer ou s'exprimer artistiquement). Les compositeurs d'opéra brésiliens notables étaient Alberto Nepomuceno, Carlos Gomes, Heitor Villa-Lobos (auteur d'opéras tels qu’Izath et Aglaia), et Camargo Guarnieri, auteur d'Um Homem Só. De nos jours, on continue à composer des opéras brésiliens, qui tendent à suivre les tendances de la musique d'avant-garde, comme Olga, de Jorge Antunes, A Tempestade, de Ronaldo Miranda (pt), et O Cientista, de Silvio Barbato (pt).
Au XIXe siècle également, le théâtre brésilien apparaît comme un centre majeur pour les intellectuels de l’époque. João Caetano (pt), considéré par beaucoup comme le premier grand nom du théâtre brésilien, est de cette époque qu'il a acquis un énorme prestige. Actuellement, le Brésil est un important producteur de pièces de théâtre, parmi lesquelles se distingue l'actrice Fernanda Montenegro, surnommée la Dame du Théâtre.[réf. nécessaire]
La danse au Brésil est née dans les endroits les plus divers, recevant de nombreuses influences d'autres pays. Dans les danses, il y a un mélange de rythme et de son, ce qui amène les gens à créer de plus en plus de pas et de façons de danser différents. Les danses au Brésil sont diverses dans chaque région du pays, les plus connues étant le forró, le baião, le frevo et la gafieira (pt). Le Festival de Danse de Joinville (pt) est considéré comme le plus grand des Amériques en 2005, et les danseurs Carlinhos de Jesus (pt) et Ana Botafogo (pt) ont acquis une notoriété internationale.

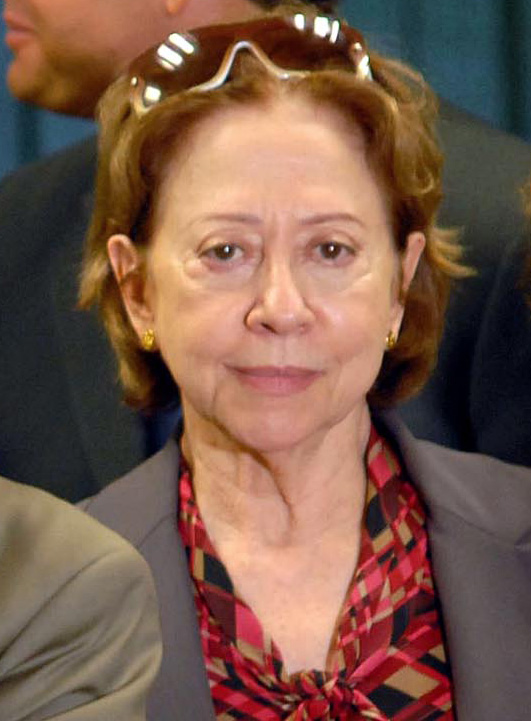
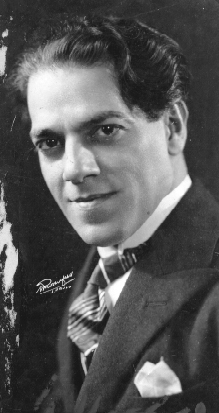
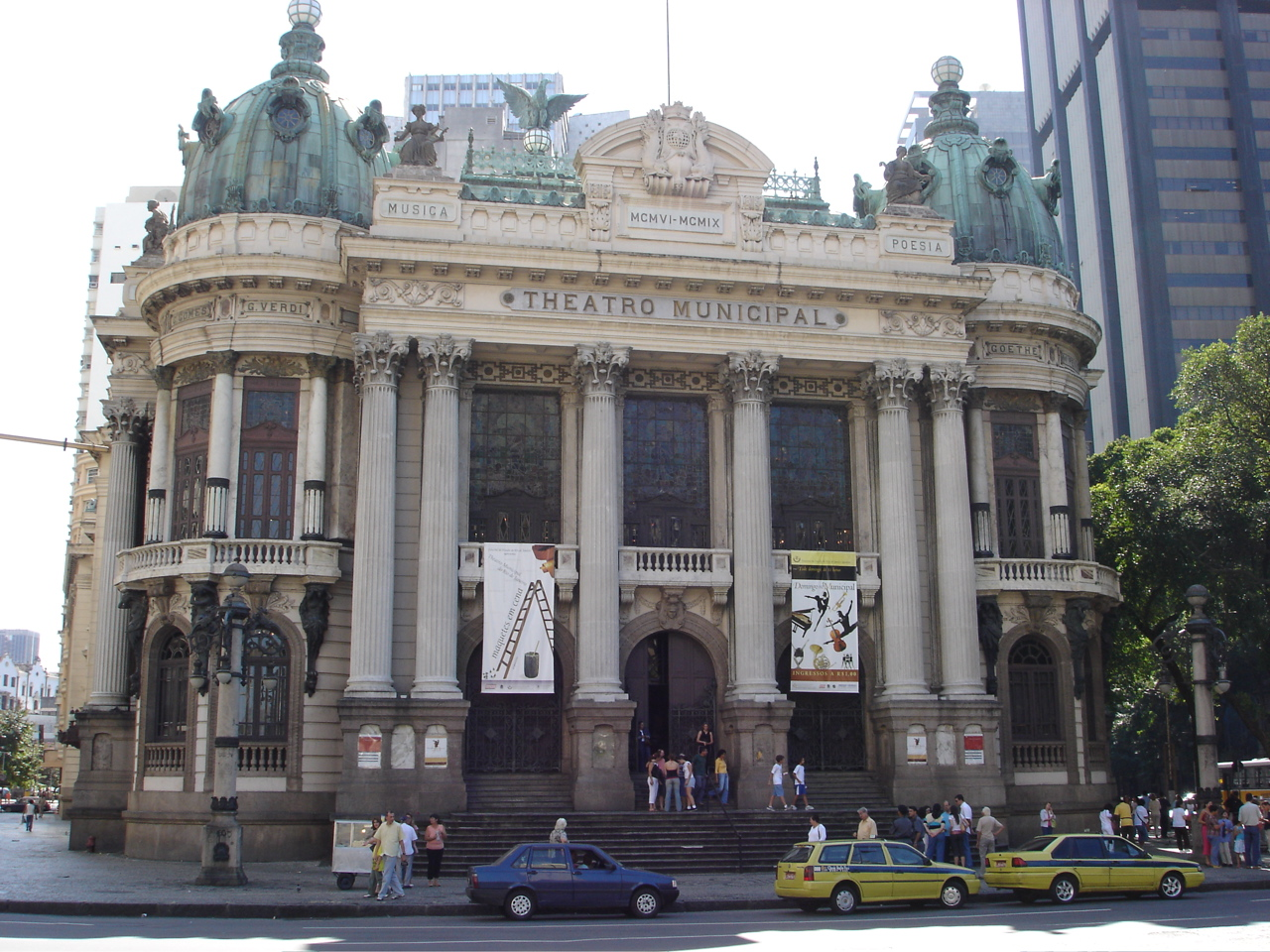

### Arts visuels
Les arts visuels au Brésil sont apparus tardivement par rapport à la découverte et à la colonisation du territoire. Bien qu'il existe des traces de peintres, de dessinateurs et d'aquarellistes travaillant au Brésil depuis 1556, ils ne sont venus que de manière passagère, réalisant une simple documentation visuelle de ces terres pour les monarques et les naturalistes européens.
Cependant, un siècle plus tard, le Brésil avait déjà connu un développement considérable dans la peinture et la sculpture, et depuis lors il a connu un progrès ininterrompu, toujours avec plus de force et de raffinement, avec des moments notables, d'abord à l'apogée de la période baroque, avec la peinture, la statuaire et la sculpture dorée pour la décoration des églises ; puis, dans la seconde moitié du XIXe siècle, avec les travaux de l'Académie impériale des Beaux-Arts, qui institutionnalisa la méthode académique et promouva les styles néo-classique et bientôt romantique (pt) et réaliste, en plus d'être la première école d'art d'enseignement supérieur à fonctionner dans le pays. À partir du XXe siècle, l'art brésilien a commencé à se faire connaître à l'étranger de manière cohérente et le système d'enseignement et de diffusion de la peinture s'est fermement établi et largement diffusé à travers un certain nombre d'universités et d'écoles plus petites, de musées, d'expositions, d'ateliers et de galeries.
Durant l'époque baroque, les plus grands noms à souligner sont Aleijadinho et Mestre Ataíde, respectivement en sculpture et en peinture. Après la consolidation de l'Académie impériale, les peintres Victor Meirelles, Pedro Américo et Almeida Júnior, ainsi que le sculpteur Henrique Bernardelli, sont devenus particulièrement importants. Engagés auprès du gouvernement de l'empereur Pierre II, les deux premiers ont créé des œuvres artistiques dans le but de louer l'empire et le nationalisme du pays récemment indépendant. Un exemple en est le tableau de Victor Meireles Batalha dos Guararapes, aujourd'hui conservé au Musée national des Beaux-Arts de Rio de Janeiro. Un autre exemple célèbre est le tableau de Pedro Américo L'Indépendance ou la Mort, qui se trouve au Musée pauliste, à São Paulo, et qui est le plus célèbre tableau de l'épisode de l'indépendance du Brésil.
Dans le mouvement moderniste, se distinguent les travaux issus de mouvements tels que Pau-Brasil (pt) et Antropófago, qui se proclament avant-gardistes. Plusieurs tendances de l'avant-garde européenne ont convergé lors de la Semaine d'art moderne de 1922, qui s'est déroulée à São Paulo et est devenue un jalon du modernisme brésilien.

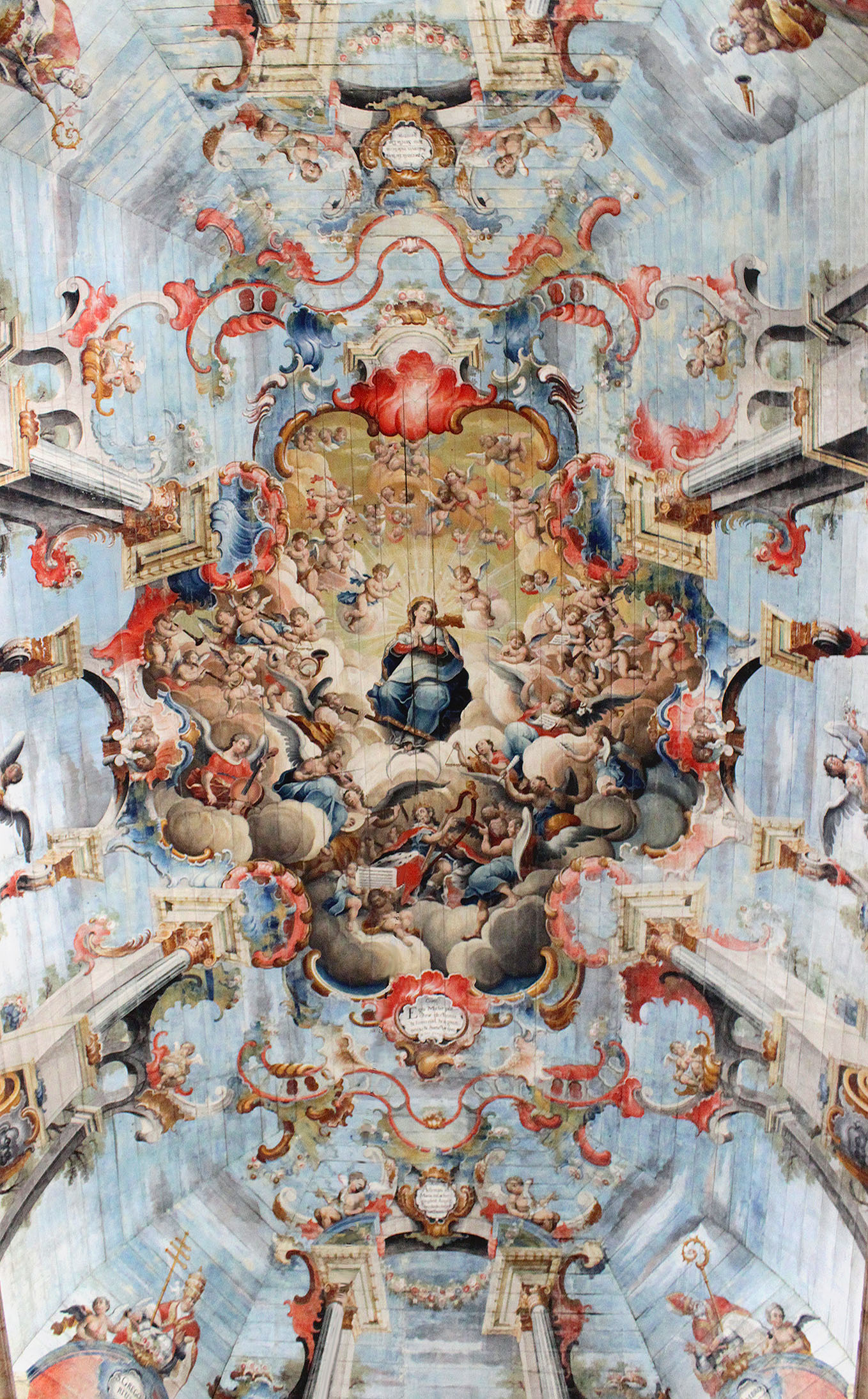
Glorification de Notre-Dame par Mestre Ataíde.
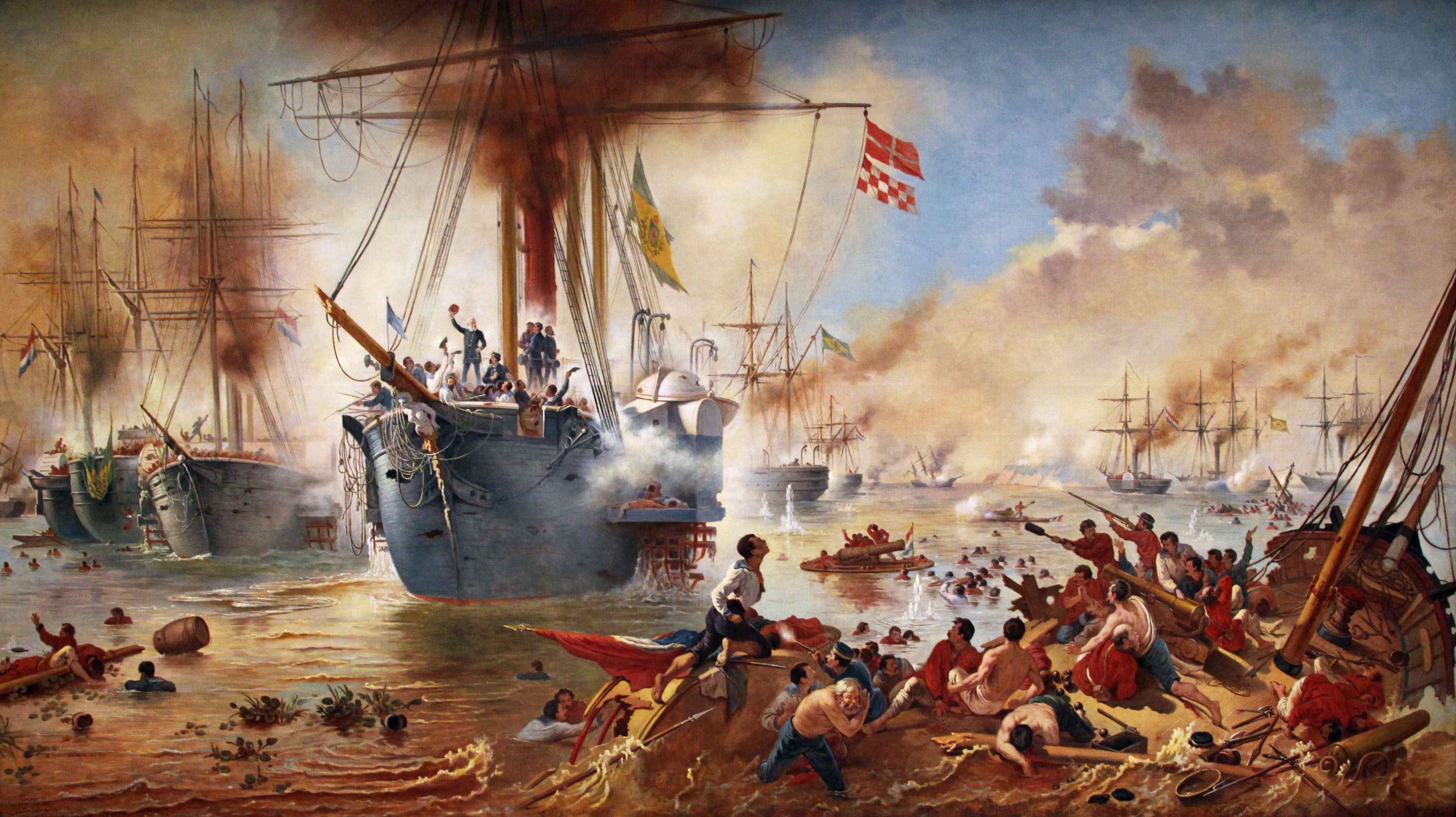
La bataille navale de Riachuelo - Victor Meirelles.
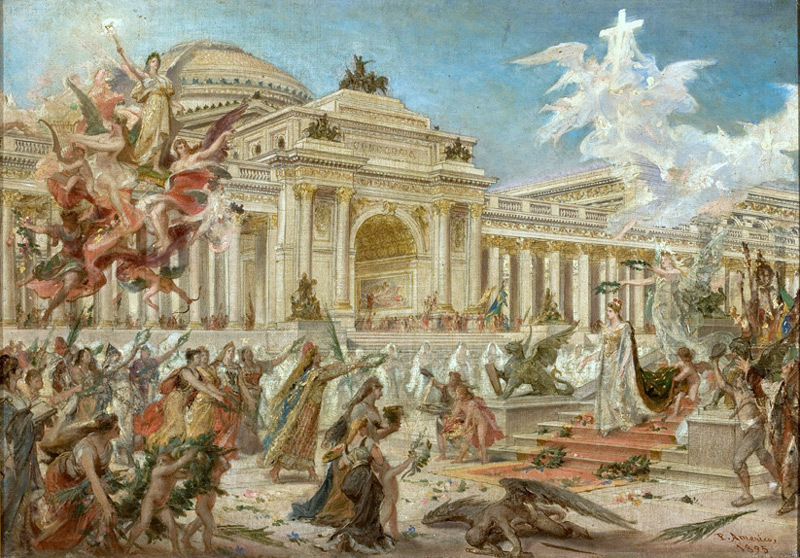
Paix et Concorde de Pedro Américo.
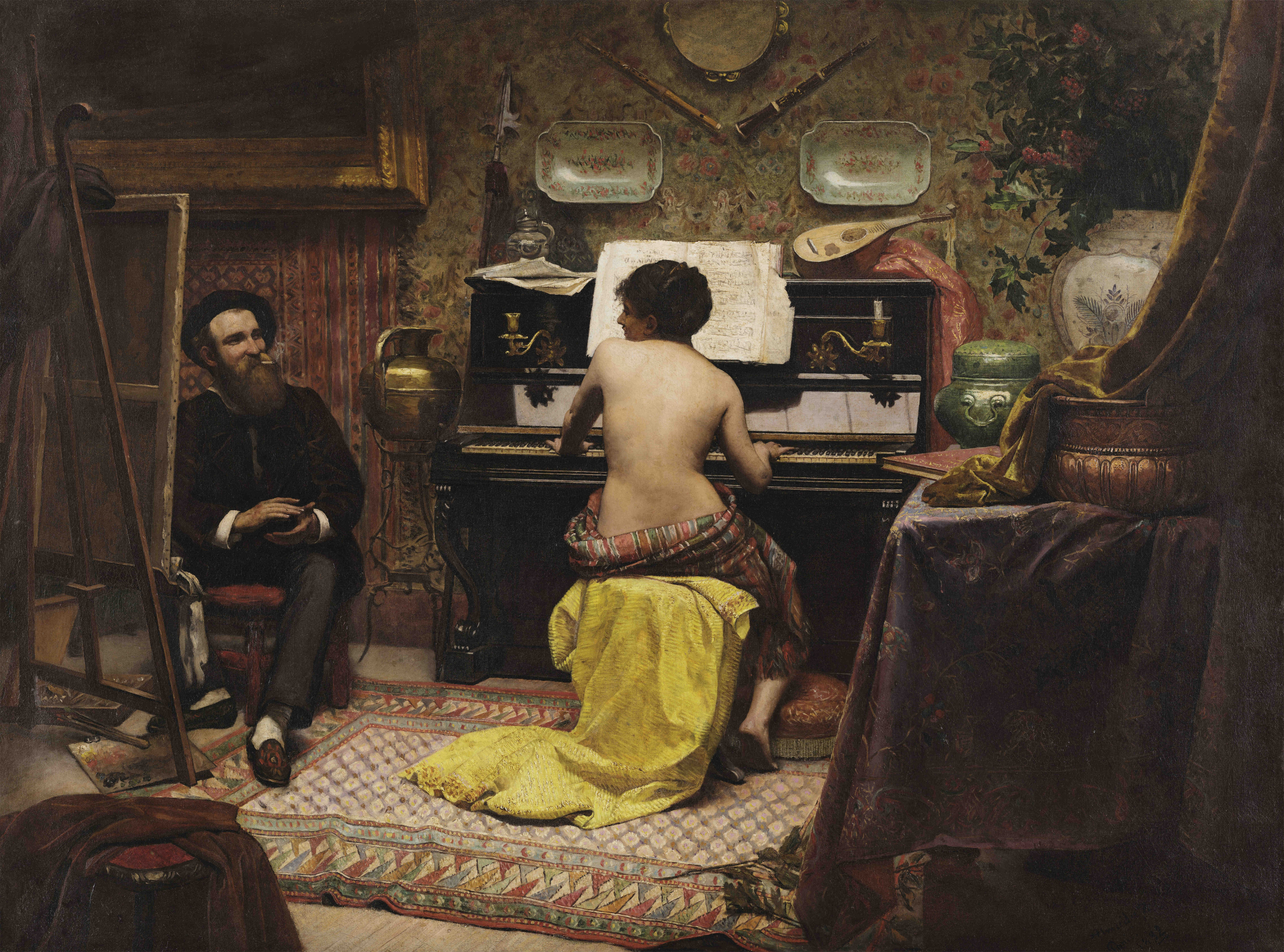
Repos du modèle par Almeida Júnior.

/center>

### Cinéma
Le cinéma brésilien d’aujourd’hui a un fort caractère social, en plus des comédies qui connaissent souvent un grand succès. Certains films sortis au cours des premières années du XXIe siècle, avec un thème actuel et de nouvelles stratégies de sortie, comme La Cité de Dieu (2002) de Fernando Meirelles, Carandiru (2003) d'Hector Babenco et Tropa de Elite (2007) de José Padilha, ont atteint un large public au Brésil et ont eu un certain succès à l'international.
En janvier 2009, le cinéma brésilien a connu un moment historique : une suite à succès avec Se Eu Fosse Você 2 (pt), réalisé par Daniel Filho (pt), a dépassé le million de spectateurs en moins d'une semaine, devenant le deuxième film le plus rentable de l'histoire du cinéma au Brésil, avec 49 millions de reais, juste derrière Titanic.

#### Débuts
La première projection cinématographique au Brésil a lieu en juillet 1896 à Rio de Janeiro, quelques mois après l'invention des frères Lumière. Un an plus tard, il y avait déjà un cinéma permanent à Rio, le Salão de Novidades Paris, de Paschoal Segreto. Les premiers films brésiliens ont été tournés entre 1897 et 1898. Une « Vue de la baie de Guanabara » aurait été filmée par le caméraman italien Alfonso Segreto le 19 juin 1898, à son arrivée d'Europe à bord du navire Brèsil — mais ce film, s'il a réellement existé, n'a jamais été diffusé. Le 19 juin est néanmoins considéré pour cette raison comme la Journée du cinéma brésilien.

#### Industrie nationale
À la fin des années 1940, l'idée de « traiter des thèmes brésiliens avec la technique et le langage du meilleur cinéma mondial » séduit les hommes d'affaires et les banquiers de São Paulo, qui s'associent à l'ingénieur Franco Zampari (pt) chez Vera Cruz (pt) — une grande société de production construite sur le modèle d'hollywood, avec d'immenses studios, beaucoup d'équipements, des réalisateurs européens et des castings réguliers.
Alberto Cavalcanti, cinéaste formé en France et en Angleterre, revient au Brésil pour travailler à Vera Cruz. En 5 ans, 18 films ont été produits, du mélodrame Caiçara (1950) à la comédie musicale biographique Tico-Tico no Fubá (1952), du drame historique Sinhá Moça (pt) (1953) à la comédie sophistiquée É proibir beijar (1954), du film policier Na Senda do Crime (pt) (1954) à la comédie champêtre Candinho (pt) (1954).
Malgré cela, Vera Cruz n'a jamais réussi à résoudre le problème de la distribution de ses films et a fait faillite. Pressée par les dettes, elle vendit les droits de O Cangaceiro (1953), de Lima Barreto, à Columbia Pictures, et ne gagna rien pour avoir produit le premier film brésilien à succès international.
À Rio, dans les années 1940, Moacir Fenelon, José Carlos Burle et Alinor Azevedo créent Atlântida Cinematográfica (pt), sans investissements majeurs en infrastructures mais avec une production constante. Ils ont débuté avec le succès Moleque Tião (pt) (1941), un drame basé sur la vie du comédien Grande Otelo, qui jouait son propre rôle dans le film. Luiz Severiano Ribeiro (pt), propriétaire du plus grand circuit d'exposition brésilien, s'est associé et a commencé à faciliter l'exposition des films d'Atlântida, finissant par acheter la société en 1947. Pour la première fois dans le cinéma brésilien, production et exploitation sont associées.
Ensuite, Atlântida a commencé à produire des comédies musicales faciles à promouvoir, avec le carnaval comme thème principal, telles que Este mundo é um pandeiro (1947) et Carnaval no Fogo (pt) (1949), toutes deux de Watson Macedo (pt). L'attrait populaire des films d'Atlântida a fini par influencer Cinédia (pt), qui a produit le mélodrame O Ébrio (pt) (1946), de Gilda de Abreu, avec Vicente Celestino, un grand succès au box-office dans tout le pays.
Petit à petit, les récits abandonnent le carnaval et explorent la comédie de mœurs, basées sur les types folkloriques de Rio de Janeiro. Les meilleurs sont ceux des films de Carlos Manga (pt) Nem Sansão Nem Dalila (pt) (1954) et Matar ou Correr (pt) (1954), qui parodient des drames américains à succès. Le public aime, pas la critique.

#### Cinema Novo
Une partie (petite mais significative) de la jeunesse brésilienne découvre ce nouveau cinéma — appelé le Cinema Novo —, engagé dans la transformation du pays. En 1963, le mouvement est déclenché par 3 films : Les Fusils, de Ruy Guerra ; Le Dieu noir et le Diable blond, de Glauber Rocha ; et Sécheresse, de Nelson Pereira dos Santos. Dans tous ces films, on découvre un Brésil méconnu, avec de nombreux conflits politiques et sociaux. Un mélange original de néoréalisme (pour ses thèmes et sa forme de production) et de Nouvelle Vague (pour ses ruptures de langage). C'est Glauber qui définit les instruments du nouveau cinéma : « une caméra en main et une idée dans la tête » ; et aussi son objectif : la construction d'une « esthétique de la faim ».
Après le coup d'État de 1964, les cinéastes (et le pays) s’interrogent sur l’avenir et sur leurs propres valeurs de classe. Les films notables de cette deuxième période du Cinéma Novo sont O Desafio (1965), de Paulo César Saraceni ; Terra em transe (1967), de Glauber Rocha ; et O Bravo Guerreiro (pt) (1968), de Gustavo Dahl.
Pendant ce temps, loin du Cinéma Novo, Domingos de Oliveira (pt) redécouvre la comédie de Rio de Janeiro avec Todas as Mulheres do Mundo (pt) (1967) et Edu, Coração de Ouro (pt) (1968).
Avec l'AI-5 (1968), la dictature militaire a fermé le Congrès et les partis politiques existants et a censuré les médias et les divertissements publics. La persécution des groupes d’opposition, la restriction de l’activité syndicale et la pratique de la torture dans les prisons créent un climat de peur qui se reflète dans toute la culture du pays. Dans cette troisième période, le Cinéma Novo se tourne vers le passé, vers l'Histoire, ou vers des projections allégoriques du pays réel : Antonio das Mortes (1969), de Glauber Rocha ; Os Herdeiros (1969), de Cacá Diegues ; Macunaíma (1969), de Joaquim Pedro de Andrade ; Os Deuses e os Mortos (1970), de Ruy Guerra.

### Design

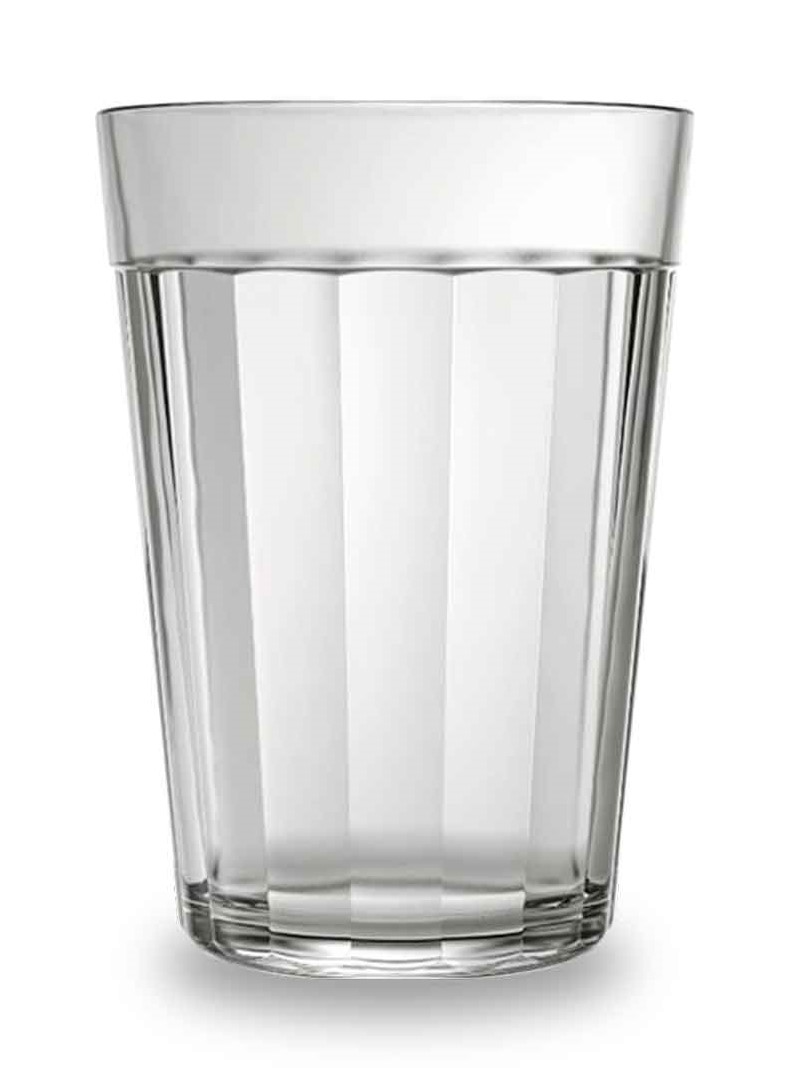
Le verre américain est un modèle de tasse d'une contenance de 190 ml (le plus courant). Le récipient en verre cylindrique a été développé par la société Nadir Figueiredo en 1947, devenant la forme de tasse la plus courante utilisée au Brésil.

Le design brésilien (pt), en tant que pratique empirique, est né parallèlement à la culture nationale. Les signes d'activités liées au design apparaissent déjà clairement au XIXe siècle, bien que sans structure d'enseignement régulière et même sans sa reconnaissance comme une activité distincte de l'architecture, de l'art ou de l'industrie des objets utilitaires.
Associação dos Designers de ProdutoLa discipline n'a commencé à être traitée comme une spécialité artistique distincte qu'après la création du premier bureau de design du pays, FormInform, par Alexandre Wollner (pt), Geraldo de Barros (pt), Rubem Martins (pt) et Walter Macedo, après le retour de Wollner d'Europe en 1958. Son activité conduira plus tard à la fondation de la première école supérieure de design, l' école supérieure de Design industriel (pt) (ESDI) à Rio de Janeiro, en 1963, marquant le début de la professionnalisation du design au Brésil.
La première institution est apparue en 1987 à Rio Grande do Sul, l'Associação dos Profissionais em Design do Rio Grande do Sul (APDesign). Elle sera suivie par l'Associação dos designers gráficos (ADG, 1989), l'Associação dos Designers de Produto (ADP) et l'Associação Brasileira de Empresas de Design (ABEDesign), toutes deux à partir de 2003.
Malgré la grande croissance et sophistication du secteur ces dernières années, avec la reconnaissance de sa capacité à ajouter de la valeur aux marchés et à offrir une meilleure qualité de vie, avec la prolifération d'écoles spécialisées et de professionnels compétents, incorporant des ressources de haute technologie et diverses attributions historiquement sous la garde des beaux-arts, le design brésilien n'a assimilé que récemment la riche contribution de l'artisanat populaire, n'a pas encore fait l'objet d'études suffisantes, n'a pas tracé en profondeur son histoire, n'a pas développé de moyens efficaces pour évaluer son impact économique ni n'a reçu l'attention du gouvernement, et n'est pas en mesure de concourir pour les fonds gouvernementaux pour le développement de la recherche.

### Gastronomie
La cuisine brésilienne est le résultat d'un mélange d'ingrédients européens et de ceux d'autres peuples, indigènes et africains. De nombreuses techniques de préparation et ingrédients sont d'origine indigène, ayant subi des adaptations par les esclaves et les Portugais. Ils ont adapté leurs plats typiques, remplaçant les ingrédients manquants par des équivalents locaux. La feijoada, un plat typique du pays, en est un exemple. Les vagues d'immigrants accueillies par le pays entre le XIXe et le XXe siècle, venant en grand nombre d'Europe, ont apporté quelques nouveautés au menu national et ont en même temps renforcé la consommation de divers ingrédients.

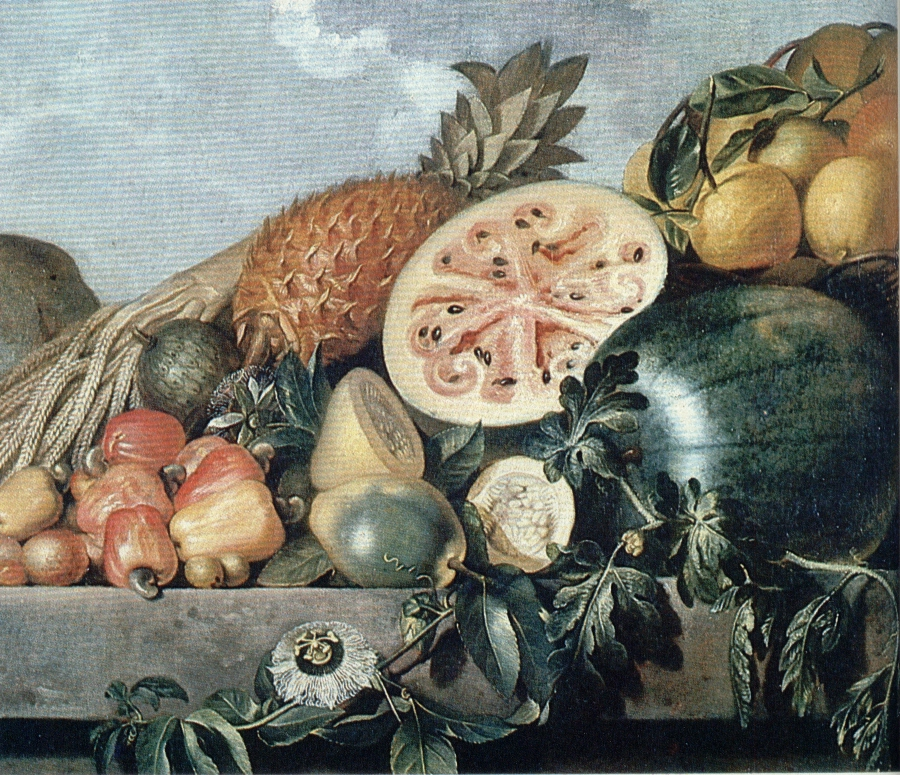
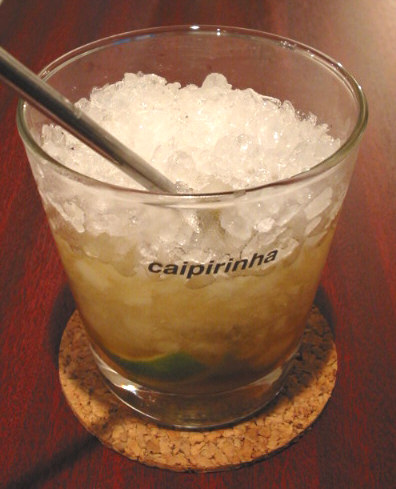
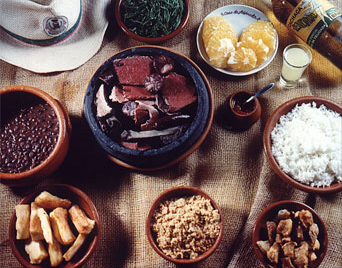
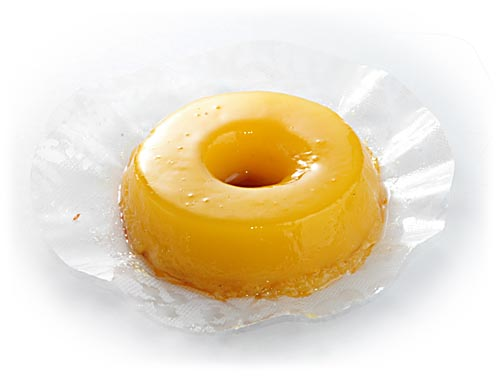

## Périodes, groupes et mouvements

### Baroque et Rococo
- Le baroque au Brésil
- Baroque du Minas Gerais (pt)

### Néoclassicisme, Romantisme, Réalisme
- Néo-classicisme au Brésil (pt)
  - Arcadisme au Brésil (pt)
  - Art académique brésilien
  - Mission artistique française
- Peinture romantique brésilienne
  - Indianisme
- Réalisme au Brésil

### Modernisme et contemporanéité
- Modernisme brésilien
  - Semaine d'art moderne
  - Mouvement Verde Amarelo
  - Mouvement anthropophage
  - Sociedade Pró-Arte Moderna (pt)
  - Grupo dos Cinco (pt)
  - Grupo de Bagé (pt)
  - Clube de Gravura de Porto Alegre (pt)
  - Família Artística Paulista (pt)
  - Grupo Santa Helena (pt)
  - Núcleo Bernardelli (pt)
- Grupo Frente (pt)
- Grupo Neoconcreto
- Grupo Nervo Óptico (pt)
- Tropicalisme

## Catégories artistiques
- Architecture du Brésil
  - Architecture coloniale du Brésil
  - Architecture moderniste au Brésil (pt)
- Cinéma brésilien
- Danse au Brésil (pt)
- Design au Brésil (pt)
- Sculpture au Brésil (pt)
- Folklore brésilien
- Photographie au Brésil (pt)
- Bande dessinée au Brésil (pt)
- Littérature brésilienne
  - Littérature baroque au Brésil (pt)
  - Prose romantique au Brésil (pt)
  - Poésie au Brésil (pt)
- Musique du Brésil
  - Musique indigène brésilienne (pt)
- Peinture au Brésil
  - Peinture romantique brésilienne
- Théâtre au Brésil (pt)
  - Histoire du théâtre musical au Brésil (pt)
- Télévision au Brésil

## Institutions
- École royale des Sciences, des Arts et des Métiers
- Académie impériale des Beaux-Arts
- École Nationale Supérieure des Beaux-Arts de Rio de Janeiro (pt)
- École d'arts visuels Parque Lage
- École des Beaux-Arts de l'Université Fédérale de Rio de Janeiro
- Institut des Arts Visuels de l'Université d'État de Rio de Janeiro (pt)
- École Supérieure des Arts et Métiers de São Paulo (pt)
- École supérieure des arts et métiers de Rio de Janeiro
- Bibliothèque nationale du Brésil
- Académie brésilienne des lettres
- Union brésilienne des écrivains (pt)
- Chambre brésilienne du Livre (pt)
- Société brésilienne des auteurs dramatiques (pt)

## Musées d'art
- Musée Afro Brésil
- Musée brésilien de Sculpture et d'Écologie (pt)
- Musée d'Art contemporain de l'Université de São Paulo
- Musée d'Art contemporain de Niterói
- Musée d'Art contemporain de Pernambuco (pt)
- Musée d'Art de Bahia (pt)
- Musée d'art du Rio Grande do Sul
- Musée d'Art moderne Aloisio Magalhães (pt)
- Musée d'Art moderne de São Paulo
- Musée d'Art moderne de Rio de Janeiro
- Musée d'Art sacré de Pernambouc (pt)
- Musée d'Art Sacré de São Paulo (pt)
- Musée Dom-João-VI
- Musée international d'Art naïf du Brésil (pt)
- Musée national des Beaux-Arts
- Musée Oscar Niemeyer (pt)
- Oficina Cerâmica Francisco Brennand (pt)
- Pinacothèque de l'État de São Paulo

## Événements
- Semaine d'art moderne
- Biennale du livre de São Paulo (pt)
- Biennale d'art de São Paulo